# Viljam Johansson
Viljam Johansson (eigentlich Frans William Johansson; * 18. April 1887 in Turku; † 8. August 1931 in Schenectady, Vereinigte Staaten) war ein finnischer Mittel- und Langstreckenläufer.
Bei den Olympischen Spielen 1912 in Stockholm wurde er Elfter im Crosslauf. Über 5000 m und im 3000-Meter-Mannschaftsrennen schied er im Vorlauf aus.
1909 wurde er Finnischer Meister über 1500 m und 5000 m.

## Persönliche Bestzeiten
- 3000 m: 8:57,2 min, 1912
- 5000 m: 15:31,4 min, 9. Juli 1912, Stockholm